# Clonmel
Clonmel (în irlandeză Cluain Meala) este orașul comital și cea mai mare așezare din Comitatul Tipperary, Republica Irlanda.